# Jadwiga Kazimiera Biernat
Jadwiga Kazimiera Biernat – polska farmaceutka, dr hab. nauk farmaceutycznych, profesor zwyczajny Katedry i Zakładu Bromatologii i Dietetyki Wydziału Farmaceutycznego z Oddziałem Analityki Medycznej Uniwersytetu Medycznego im. Piastów Śląskich we Wrocławiu i Katedry Technologii Rolnej i Przechowalnictwa Wydziału Nauk o Żywności Uniwersytetu Przyrodniczego we Wrocławiu.

## Życiorys
Obroniła pracę doktorską, 1 stycznia 1990 habilitowała się na podstawie pracy zatytułowanej Wpływ wybranych składników pokarmowych na hipolipomiczne działanie fenofibratu. 16 listopada 2004 nadano jej tytuł profesora w zakresie nauk farmaceutycznych. Została zatrudniona na stanowisku profesora w Katedrze Żywienia Człowieka na Wydziale Nauk o Żywności Uniwersytetu Przyrodniczego we Wrocławiu.
Piastowała funkcję profesora zwyczajnego Katedry i Zakładu Bromatologii i Dietetyki Wydziału Farmaceutycznego z Oddziałem Analityki Medycznej Uniwersytetu Medycznego im. Piastów Śląskich we Wrocławiu i Katedry Technologii Rolnej i Przechowalnictwa Wydziału Nauk o Żywności Uniwersytetu Przyrodniczego we Wrocławiu.
Była kierownikiem w Katedrze i Zakładzie na Wydziale Farmaceutycznym z Oddziałem Analityki Medycznej Akademii Medycznej im. Piastów Śląskich we Wrocławiu i w Katedrze Żywienia Człowieka na Wydziale Nauk o Żywności Uniwersytetu Przyrodniczego we Wrocławiu.
Jest członkiem Komitetu Nauki o Żywieniu Człowieka Polskiej Akademii Nauk.